# 千羽黒乃
千羽 黒乃（せんば くろの）は、日本のバーチャルYouTuber (VTuber)。麻雀企画の配信を中心に活動する。キャッチフレーズは「麻雀歴1000年の鴉天狗」。

## 概要
「麻雀歴1000年、ばーちゃる高尾山出身」を自称し、鴉天狗の少女の姿にて活動するバーチャルYouTuberである。
歌と麻雀を趣味とし、オンライン対戦麻雀ゲーム『天鳳』や『雀魂』などを用いた企画を中心に配信する。『天鳳』の自己最高段位は九段、『雀魂』では日本サーバーのランキング1位経験があり、日本で3人目の魂天（最高段位）を獲得するなど、高い麻雀の実力を持つ。
老人語の口調が特徴で、一人称に「儂」、二人称に「お主」を用い、語尾には「なのじゃ」をつける。人の名前は「殿」をつけることが多いが、プロ雀士に対しては「プロ」をつけたり、自身が親しくしたい相手には「くん」「ちゃん」づけで呼ぶこともある。
配信では麻雀企画のほか、歌企画、雑談、シューティングゲームやホラーゲームなどのビデオゲームの実況プレイなども行っている。また対戦型格闘ゲームのプレイヤーでもあり、『ストリートファイター6』は「アルティメットマスター」の腕前を持つ。
麻雀コラムの寄稿など、麻雀ライターとしても活動する。

## 略歴
2018年8月8日、Twitter（現X）へ初投稿し活動を開始。
2018年8月28日、YouTubeに初動画を投稿。
2020年7月4日、近代麻雀のウェブサイト「キンマweb」にて、コラム「VTuber千羽黒乃の麻雀講座」を連載開始（2021年9月10日まで、全62回）。
2020年8月17日、ふんぼ製作のLive2Dモデルを初披露。
2020年10月1日、同日発売の雑誌「近代麻雀」2020年11月号より、コラム「ホップステップ雀プ」、ふんぼ作画の「鴉天狗千羽黒乃の3000・6000!」を連載開始（2021年4月号まで）。
2021年10月9日、麻雀好きVTuberの青森りんこ、今酒ハクノ、鴨神にゅう、鳳玲天々とともに結成した音楽ユニット『Hack Hearts Tune』（ハックハーツチューン）に、正体不明だがMリーグで聞き覚えがある「海賊ロボ」を特別ゲストに迎えた1stシングル『天下無双ワンチャンス★』のMVが、青森のYouTubeチャンネルで公開される。
2022年5月7日、初の著書「麻雀1年目の教科書」(竹書房)が発売開始。2022年9月27日には再々々重版されるほどの好評を博す。
2022年6月16日、YouTubeのチャンネル登録者数が10万人を突破。
2022年9月1日、同日発売の雑誌「近代麻雀」2022年10月号より、コラム「神域の一打」を連載開始。
2022年9月16日~2022年9月29日、三省堂書店の企画で、直筆サイン入りの著書「麻雀1年目の教科書」のWeb受注販売を1人1冊・人数上限なしで実施。
2023年4月27日、2冊目の著書「千羽黒乃の強くなる麻雀」(KADOKAWA)が発売開始。予約の時点でAmazon.co.jpの麻雀カテゴリにてベストセラー1位を獲得し、同年5月11日には早くも重版が決定される。
2023年12月1日、同日発売の雑誌「近代麻雀」2024年1月号に、千羽原作、瀬畑純作画の「鴉天狗はツモりたい～千羽黒乃の千年修行中～」を読切掲載。好評のため、2024年3月1日発売の同誌2024年4月号より連載開始。
2024年10月3日、3冊目の著書「今すぐ使える麻雀テクニック136」(竹書房)が発売開始。
2025年6月2日、4冊目の著書「超効率的に段位があがる 千羽黒乃の雀魂攻略大全」（KADOKAWA）が発売開始。Amazon.co.jpの麻雀カテゴリにてベストセラー1位を獲得。

## 人物
- 麻雀配信では、初心者にもわかりやすく戦況や自分の打牌理由などを解説し人気を博している[19]。
- 麻雀を教えることにも注力している[19]。麻雀のコラボ配信では「褒めて伸ばす」ような指導が特徴[4]。
- 麻雀の対戦相手には常に敬意を払い、自身が厳しい状況にあっても「お見事なのじゃ」と相手を称える[1]。
- VTuberになる以前は地下鉄の警備員[20]や雀荘の店員を経験しており[2]、朝から雀荘に行き16時間麻雀を打つ、というほど麻雀漬けだった時期がある[3]。VTuberデビュー3ヵ月後の2018年10月、VTuber活動に専念するため長年勤めた雀荘を辞めた[21]。
- 雀風はよく変わっており、「副露の多い攻撃型」から「副露の多い守備型」を経て、現在は「門前の好形高打点重視」としている[3]。
- 最も好きなプロ雀士は近藤誠一で、Mリーグでも彼の在籍中はセガサミーフェニックス[注 1]を一番に応援していた[22]。
- 麻雀牌の七索（チーソー）を「チャーソー」と呼ぶことにこだわりを持つ[23]。
- 配信冒頭での決まり文句は、子の跳満ツモの点数申告を引用した「今日も元気に3000・6000!」[1]。
- ダジャレが好きで、配信中に思いついたダジャレを口走ることがあり[24]、X（Twitter）でも麻雀に関するダジャレを披露している[25][26]。
- ホラーゲームを実況プレイすることはあるが、ホラーゲーム自体は苦手。また、早口言葉も苦手である[19]。
- 少年キャラクターを愛好する「ショタコン」であることを公言しており、少年愛について熱弁をふるったり、コラボ相手にいじられたりすることがある[4]。外見だけではなく内に秘めた少年心も愛でており、「近藤誠一はショタ」と主張している[27]。

### 交友
- プロ雀士との交友は多く、多井隆晴、白鳥翔、松本吉弘、日向藍子（以上渋谷ABEMAS）、鈴木たろう、渡辺太（以上赤坂ドリブンズ）、渋川難波（KADOKAWAサクラナイツ）、瑞原明奈、鈴木優、仲林圭（以上U-NEXT Pirates）、村上淳（元赤坂ドリブンズ）、朝倉康心（元U-NEXT Pirates）、平澤元気[注 2]、齋藤豪、山田独歩、綱川隆晃、こうちゃん (元QuizKnock) らとコラボ配信を行っている。
- プロ雀士以外では、おかもと（第12代天鳳位）、ゆうせー（天鳳十段、朝倉康心の兄）、虫眼鏡（東海オンエア）らとコラボ配信を行っている。

## 戦績

### 段位
- 天鳳 - 自己最高段位は九段[1]。
- 雀魂
  - 四人麻雀にて最高段位「魂天」を獲得（2019年9月21日）[28]。
  - 三人麻雀にて最高段位「魂天」を獲得（2023年7月30日）[29]。
- 雀龍門M - 「極」を獲得（2022年2月8日）[30]。
- セガNET麻雀 MJ - 最高段位「最強位」を獲得（2022年7月20日）[31]。

### 大会
- 雀魂公式大会
  - 雀魂一周年大感謝杯 - 9名のVTuberが参加し準優勝。優勝は鴨神にゅう（2020年5月16日）[32]。
  - 2020 雀魂四象戦 -夏の陣- 決勝トーナメントに進出（2020年6月17日 - 同年6月21日）[4]。
- 龍龍公式大会
  - インターネット麻雀日本選手権2023 - 本選トーナメントのベスト32に進出（2023年5月3日 - 同年6月22日）[33]。
  - インターネット麻雀日本選手権2024 - 本選トーナメントのベスト8（準決勝）に進出（2024年5月11日 - 同年7月11日）[34][35]。
  - インターネット麻雀日本選手権2025 - 本選トーナメントのベスト16（準々決勝）に進出（2024年5月10日 - 同年6月26日）[36]。
- 神域リーグ
  - 2022シーズンにて松本吉弘（渋谷ABEMAS）よりドラフト指名を受け、「チームヘラクレス」のメンバーとして出場[37]。個人成績は16人中15位（2022年5月8日 - 同年9月12日）。
- 一番街CUP - 『麻雀一番街』の大会。
  - 第1回大会にて、松本吉弘、渋川難波（KADOKAWAサクラナイツ）らを下し優勝（2022年7月29日）[38]。
  - 第2回大会も優勝し、2連覇を達成（2022年10月29日）[39]。
- 麻雀ミリオネア - 麻雀プロ団体LIVEチャンネルの企画。第4戦まで勝ち上がり、最終第5戦で敗退。45万円相当の賞品を獲得（2023年4月29日 - 同年8月2日）[40][41][42][43][44][45]。
- 麻雀アプリ代表最強戦 - WSS主催の企画。『天鳳』と『雀魂』から4名ずつ参加。千羽は『雀魂』代表として準優勝。優勝は『天鳳』代表のゆうせー（2024年4月7日）。

## 著書
- 麻雀1年目の教科書 (近代麻雀戦術シリーズ)（2022年5月7日、竹書房）ISBN 978-4801930988
- 千羽黒乃の強くなる麻雀 (Mahjong Books)（2023年4月27日、KADOKAWA）ISBN 978-4046061768
- 今すぐ使える麻雀テクニック136 (近代麻雀戦術シリーズ)（2024年10月3日、竹書房）ISBN 978-4801941762
- 鴉天狗はツモりたい (1) (近代麻雀シリーズ)（作画：瀬畑純、2025年1月8日、竹書房）ISBN 978-4801942967
- 超効率的に段位があがる 千羽黒乃の雀魂攻略大全 (Mahjong Books)（2025年6月2日、KADOKAWA）ISBN 978-4046075697

## 連載
- VTuber千羽黒乃の麻雀講座（2020年7月4日 - 2021年9月10日、キンマweb）
- ホップステップ雀プ／鴉天狗千羽黒乃の3000・6000!（作画：ふんぼ、2020年11月号 - 2021年4月号、近代麻雀）
- 神域の一打（2022年10月号 - 、近代麻雀）
- 鴉天狗はツモりたい～千羽黒乃の千年修行中～（作画：瀬畑純、2024年1月号<読切>、2024年4月号 - 、近代麻雀）[46][47]
- 麻雀お悩み手帳（2025年1月号 - 、近代麻雀）

## 出演
- 麻雀最強戦2023「千羽黒乃の至高の解説」（2023年3月26日 - 2023年12月10日、ABEMA 麻雀チャンネル） [23]